# The Jewish Quarterly Review
The Jewish Quarterly Review este o revistă academică trimestrială peer-review în domeniul studiilor iudaice. Ea este publicată de University of Pennsylvania Press în numele Centrului Herbert D. Katz pentru Studii Iudaice Avansate (al University of Pennsylvania). Redactorii șefi sunt Elliott Horowitz, David N. Myers de la UCLA și Natalie Dohrmann. Publicația este disponibilă on-line prin intermediul bazelor de date Project MUSE și JSTOR și extrasă și indexată în baza de date Scopus.
Revista a fost înființată la Londra în 1889 de către Israel Abrahams și Claude G. Montefiore ca o publicație concurentă în limba engleză a revistei franceze Revue des études juives. Este cea mai veche revistă academică în limba engleză axată pe domeniul studiilor iudaice.

## Legături externe
- Site web oficial
- Herbert D. Katz Center for Advanced Judaic Studies
- The Jewish Quarterly Review at JSTOR